# Guerrero (Familienname)
Guerrero (Kämpfer, Krieger) ist ein spanischer Familienname.

## Namensträger

### A
- Abigail Guerrero (* 1978), spanische Gewichtheberin
- Adrián Guerrero (* 1998), spanischer Fußballspieler
- Alberto Guerrero (Komponist) (Antonio Alberto García Guerrero; 1886–1959), chilenisch-kanadischer Komponist, Pianist und Klavierlehrer
- Alberto Guerrero (Sportschütze) (Alberto Guerrero Recio; 1903–1988), puerto-ricanischer Sportschütze
- Alberto Guerrero Martínez (1884–1941), ecuadorianischer Jurist und Politiker, Präsident 1932
- Alberto Quijano Guerrero (1919–1995), kolumbianischer Schriftsteller
- Alejandro Guerrero, mexikanischer Fußballspieler
- Alonso Guerrero Pérez (* 1962), spanischer Schriftsteller und Lehrer
- Antonio de la Pedrosa y Guerrero (um 1660–nach 1719), spanischer Kolonialverwalter, Vizekönig von Neugranada
- Arturo Guerrero (* 1948), mexikanischer Basketballspieler

### B
- Belem Guerrero (* 1974), mexikanische Radsportlerin

### C
- Carlos Guerrero (1891–??), mexikanischer Sportschütze
- Carmen Guerrero Franco (1911–1986), mexikanische Schauspielerin
- Carmen Guerrero Nakpil (* 1922), philippinische Journalistin und Autorin
- Cesare Marie Guerrero (1885–1961), philippinischer Geistlicher, Bischof von Lingayen-Dagupan und von San Fernando
- Chavo Guerrero (* 1970), mexikanischer Wrestler
- Chavo Guerrero Sr. (1949–2017), mexikanischer Wrestler
- Christina Guerrero Fuentes (* 1949), US-amerikanische Malerin und Hochschullehrerin, siehe Tina Fuentes (Malerin)

### D
- Daniel Zamudio Guerrero (1887–1952), kolumbianischer Komponist und Musikwissenschaftler
- Diane Guerrero (* 1986), US-amerikanische Schauspielerin

### E
- Eddie Guerrero (Eduardo Gory Guerrero Llanes; 1967–2005), US-amerikanischer Wrestler
- Edita Guerrero († 2014), peruanische Sängerin
- Eduardo Guerrero (Ruderer) (1928–2015), argentinischer Ruderer
- Eduardo Guerrero (Radsportler) (* 1971), kolumbianischer Radsportler
- Eduardo Guerrero (Fußballspieler) (* 2000), panamaischer Fußballspieler
- Elisa Guerrero († 2015), venezolanische Sängerin
- Emiliano Aguilera Guerrero (Emiliano Aguilera; * 2003), mexikanischer Tennisspieler
- Eric Guerrero (* 1977), US-amerikanischer Ringer
- Esther Guerrero (* 1990), spanische Leichtathletin
- Eva Guerrero Álvarez (* 1999), spanische Tennisspielerin
- Evelyn Guerrero (* 1949), US-amerikanische Schauspielerin

### F
- Federico Guerrero (* 1991), argentinischer Leichtathlet
- Fernando Guerrero (Fußballspieler) (* 1989), ecuadorianischer Fußballspieler
- Fernando Guerrero (Schiedsrichter) (* 1981), mexikanischer Fußballschiedsrichter
- Francisco Guerrero (Komponist) (1528–1599), spanischer Komponist
- Francisco Guerrero (Leichtathlet) (* 1998), ecuadorianischer Leichtathlet
- Francisco Guerrero Marín (1951–1997), spanischer Komponist
- Francisco Guerrero Pérez (1840–1910), mexikanischer Serienmörder
- Francisco Gabriel Guerrero (* 1977), argentinischer Fußballspieler
- Francisco Javier Guerrero Aguirre (* 1965), mexikanischer Politiker und Anwalt
- Francisco Javier Guerrero Lopez, spanischer Politiker
- Francisco Javier Guerrero Benítez (* 1901), Direktor der Arbeitsverwaltung Andalusiens
- Francisco Javier Guerrero Martín (* 1996), spanischer Fußballspieler, siehe Francis Guerrero
- Francisco Javier García Guerrero (* 1976), spanischer Fußballspieler, siehe Javi Guerrero
- Francisco Javier Nuño y Guerrero (1905–1983), mexikanischer Geistlicher, Bischof von San Juan de los Lagos

### G
- Gilberto Eduardo Hernández Guerrero (* 1970), mexikanischer Schachspieler und -trainer, siehe Gilberto Hernández (Schachspieler)
- Gonzalo Guerrero (vor 1500–um 1536), spanischer Matrose und Maya-Kriegsherr
- Gonzalo Alonso Calzada Guerrero (* 1964), mexikanischer Geistlicher, Bischof von Tehuacán
- Gory Guerrero (1921–1990), mexikanischer Wrestler
- Guillermo Guerrero (* 1985), ecuadorianischer Fußballschiedsrichter

### H
- Héctor Guerrero (Basketballspieler) (1926–1986), mexikanischer Basketballspieler
- Héctor Guerrero (Wrestler) (* 1954), mexikanischer Wrestler
- Héctor Guerrero Córdova (* 1941), mexikanischer Ordensgeistlicher, Prälat von Mixes
- Hugo Sánchez Guerrero (* 1981), mexikanischer Fußballspieler

### I
- Irene Guerrero (* 1996), spanische Fußballspielerin
- Irving Guerrero (* 1989), honduranischer Fußballspieler
- Iván Guerrero (* 1977), honduranischer Fußballspieler

### J
- Jacinto Guerrero (1895–1951), spanischer Komponist
- Jacinto Guerrero Torres (1934–2006), mexikanischer Geistlicher, Bischof von Tlaxcala
- Javi Guerrero (* 1976), spanischer Fußballspieler
- Javier Guerrero (Turner), spanischer Trampolinturner
- Javier Guerrero García (* 1958), mexikanischer Politiker
- Jenny Guerrero (* 1984), philippinische Schwimmerin
- Jesús Guerrero (Handballspieler) (* 1949), spanischer Handballspieler
- Jesús Guerrero Galván (1910–1973), mexikanischer Künstler
- Jesús Alfonso Guerrero Contreras (* 1951), kolumbianischer Geistlicher, Bischof von Barinas
- Jonás Guerrero Corona (* 1946), mexikanischer Geistlicher, Bischof von Culiacán
- José Guerrero (Maler) (1914–1991), spanischer Maler und Künstler
- José Guerrero (Fußballspieler) (* 1987), mexikanischer Fußballspieler
- José Antonio López Guerrero (* 1962), spanischer Virologe
- José Daniel Guerrero (* 1987), mexikanischer Fußballspieler
- José Gustavo Guerrero (1876–1958), salvadorianischer Jurist und Diplomat
- José Isidro Guerrero Macías (1951–2022), mexikanischer Geistlicher, Bischof von Mexicali
- José Luis Guerrero (* 1945), mexikanischer Fußballspieler

- José María Guerrero (Fußballspieler) (* 1967), ecuadorianischer Fußballspieler
- Jose Maria Guerrero (Boxer) (* 1977), spanischer Boxer
- José María Guerrero de Arcos y Molina (1799–1853), zentralamerikanischer Politiker
- José Paolo Guerrero Gonzales (* 1984), peruanischer Fußballspieler, siehe Paolo Guerrero
- Josefina Guerrero (1917–1996), philippinische Spionin
- Juan Antonio Guerrero Alves (* 1959), spanischer Ordensgeistlicher und Kurienbeamter
- Juan Geronimo Guerrero († 1640), spanischer Offizier, Gründer des Colegio de San Juan de Letran
- Julen Guerrero (* 1974), spanischer Fußballspieler
- Julián Mendoza Guerrero (1914–1984), kolumbianischer römisch-katholischer Geistlicher, Bischof von Buga

### L
- Lalo Guerrero (1916–2005), US-amerikanischer Sänger
- Lorenzo Guerrero Gutiérrez (1900–1981), nicaraguanischer Politiker
- Lorenzo I. De Leon Guerrero (1935–2006), Politiker der Nördlichen Marianen
- Lou Leon Guerrero (* 1950), US-amerikanische Politikerin
- Lucía Guerrero (* 1993), spanische Schauspielerin

### M
- Marcelo Guerrero (* 1983), uruguayischer Fußballspieler
- Manuel Guerrero (Fußballspieler), chilenischer Fußballspieler
- Manuel Guerrero (Basketballspieler), argentinischer Basketballspieler
- Manuel Flores Leon Guerrero (1914–1985), US-amerikanischer Politiker
- Manuel Pérez-Guerrero (1911–1985), venezolanischer Diplomat und Politiker
- Manuel Amador Guerrero (1833–1909), panamaischer Politiker, Präsident 1903 bis 1908
- María Guerrero (1867–1928), spanische Schauspielerin
- Maximiliano Guerrero (* 2000), chilenischer Fußballspieler
- Miguel Guerrero (* 1967), kolumbianischer Fußballspieler und -trainer

### O
- Osleni Guerrero (* 1989), kubanischer Badmintonspieler

### P
- Paolo Guerrero (José Paolo Guerrero; * 1984), peruanischer Fußballspieler

- Patricia Guerrero (Aktivistin) (* 1956), kolumbianische Anwältin und feministische Aktivistin
- Patricia Guerrero (Leichtathletin) (* 1962), peruanische Leichtathletin
- Patricia Guerrero (Juristin) (* 7. Dezember 1971), Chief Justice des Supreme Court of California
- Patricia Guerrero (Tänzerin) (* 1990), spanische Tänzerin
- Pedro Guerrero (Theologe) (1501–um 1576), spanischer Theologe und Erzbischof von Granada
- Pedro Guerrero (Komponist) (um 1520–??), spanischer Komponist
- Pedro Guerrero (Baseballspieler) (* 1956), dominikanischer Baseballspieler
- Pedro Araya Guerrero (* 1974), chilenischer Politiker
- Pedro E. Guerrero (1917–2012), US-amerikanischer Fotograf
- Pere Guerrero (* 1973), spanischer Kanute

### R
- Robert Guerrero (* 1983), US-amerikanischer Boxer
- Roberto Guerrero (Radsportler) (1923–2011), argentinischer Radrennfahrer
- Roberto Guerrero (* 1958), kolumbianischer Automobilrennfahrer
- Rodrigo Guerrero (* 1988), mexikanischer Boxer
- Rubén Guerrero (* 1954), salvadorianischer Schwimmer

### S
- Scott Guerrero (* 1990), Fußballspieler für Guam

### T
- Tomás Martínez Guerrero (1820–1873), nicaraguanischer Politiker, Präsident 1857 bis 1867
- Tommy Guerrero (* 1966), US-amerikanischer Gitarrist, Songwriter und Skateboarder
- Tony Guerrero (1944–2011), US-amerikanischer Musiker und Bandleader

### V
- Vicente Guerrero (1782–1831), mexikanischer Volksheld und Politiker, Präsident 1829
- Vickie Guerrero (* 1968), US-amerikanische Wrestling-Darstellerin
- Vladimir Guerrero Sr. (* 1975), ehemaliger dominikanischer Baseballspieler
- Vladimir Guerrero Jr. (* 1999), kanadisch-dominikanischer Baseballspieler

### W
- Willy Guerrero (* 1986), mexikanischer Fußballspieler